# El Colacho
Az El Colacho nevű hagyományos ünnep az észak-spanyolországi Castrillo de Murcia egyik nevezetes rendezvénye, amelyet minden év júniusában (esetleg májusban), az úrnapja utáni vasárnapon tartanak.
A pogány (világi) eredetű, de mára katolikus elemekkel átszőtt ünnepet a 17. századtól megszakítás nélkül minden évben megrendezik. Ma hivatalosan is szerepel Kasztília és León turisztikai javainak listáján.
Lényege, hogy egy vagy több Colacho nevű, színes (főként sárga és piros), nevetséges maskarákba öltözött lény (aki az ördögöt hivatott megtestesíteni) végighalad a településen, és egy pálcára kötött lófarokkal „korbácsolja meg” az embereket az utcán, miközben a Colachók és az emberek kemény szavakkal szidalmazzák egymást. Az „ördögvonulás” leglátványosabb része pedig az, hogy az emberek az utca talaján levő pokrócokra, matracokra kiteszik az abban az utóbbi évben született helyi csecsemőket, az „ördög” pedig átugrik fölöttük. Ezen kívül a templomtól indulva (majd oda visszaérkezve) katolikus körmenetet is tartanak, amelynek alkalmából az utca mentén élő lakosok ünnepi díszbe öltöztetik házaikat. Néhány ház elé vizet és bort is kitesznek, az elhaladó egyháziak pedig megáldják azt, sőt, a szülők a babákat ez alkalomból is kifektetik az utcára: rájuk az előző évben elsőáldozóvá lett kislányok virágokat szórnak.
A körmenet után egy zenés-táncos ünnepélyre is sor kerül, ahol hagyományos kasztíliai táncokat járnak, az atabalt játszó zenész mond egy beszédet, majd az emberek bort isznak, helyi sajtokat és kenyeret esznek (ezt a Minerva főkonfraternitás osztogatja ingyen).
Az egész „ördögi gúnyjáték” és a körmenet azt jelképezi, hogy a lakosok hite és az eucharisztia szentsége képes legyőzni a „rosszat” és az „eretnekséget”. A babák fölötti átugrás a néphit szerint megfosztja a gyermekeket a bűneiktől, és védelmet nyújt nekik a betegségek és más rossz hatások ellen.
Évszázadokon keresztül a rendezvényen mindig csak helyi újszülöttek vettek részt, de újabban már a világ minden tájáról hoznak ide gyermekeket, hogy a Colacho átugráljon fölöttük. Nincs hír arról, hogy valaha is történt volna sérülés, de a katolikus egyházon belül ennek ellenére is viták tárgya ez a furcsa szokás.

## Képek

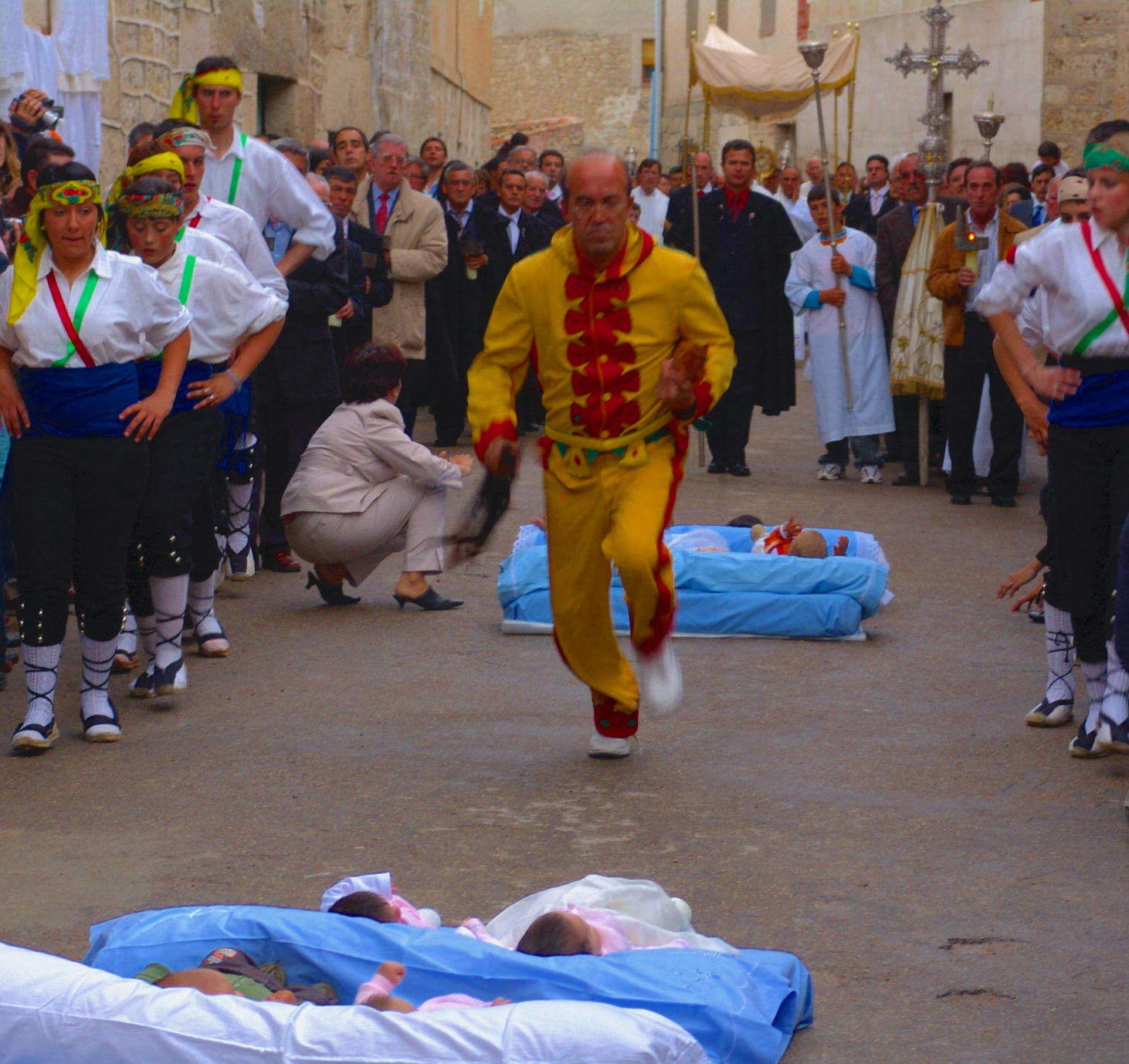
Az ugrásra készülő „démon”
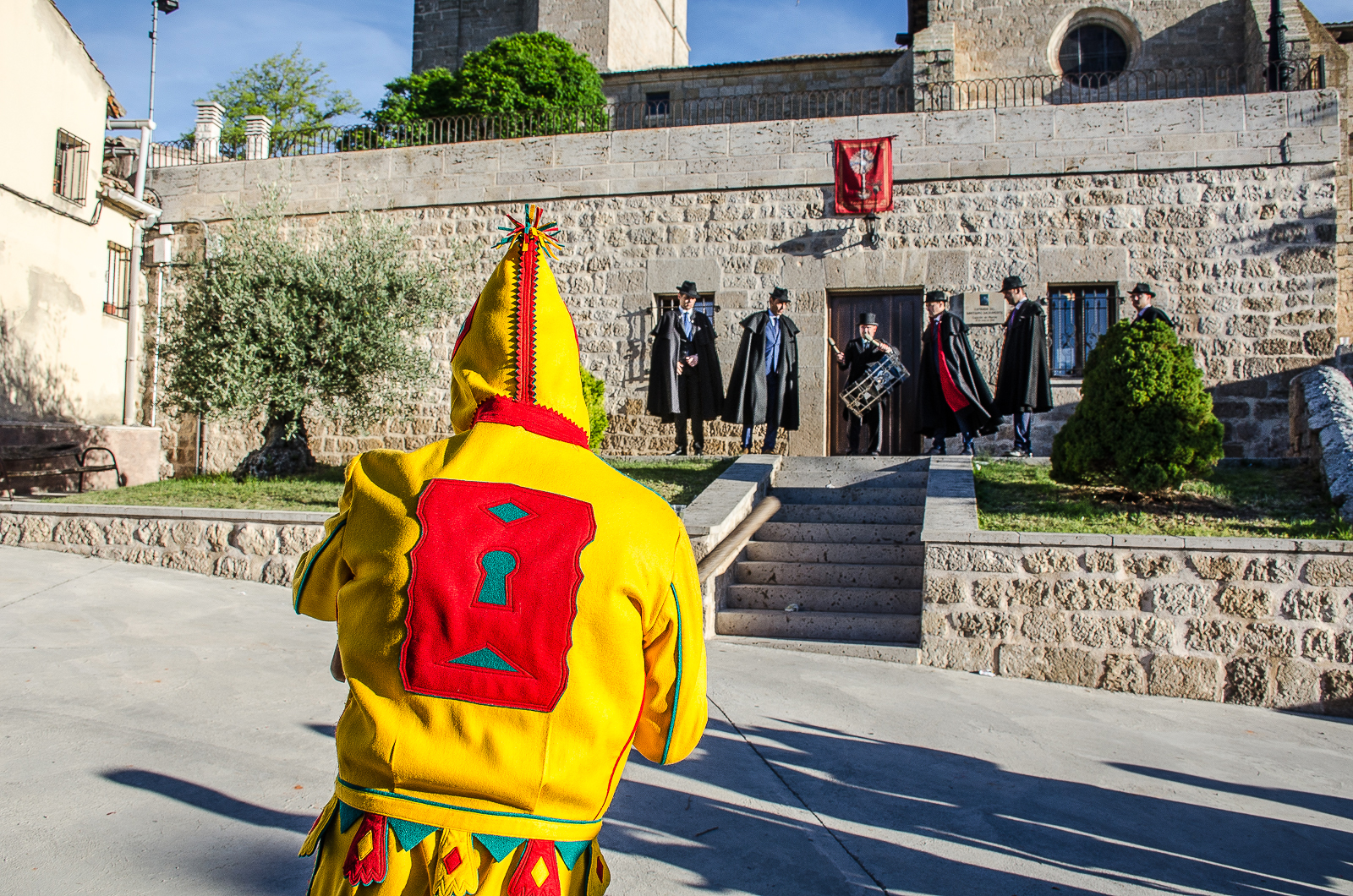
Egy „démon” hátulról
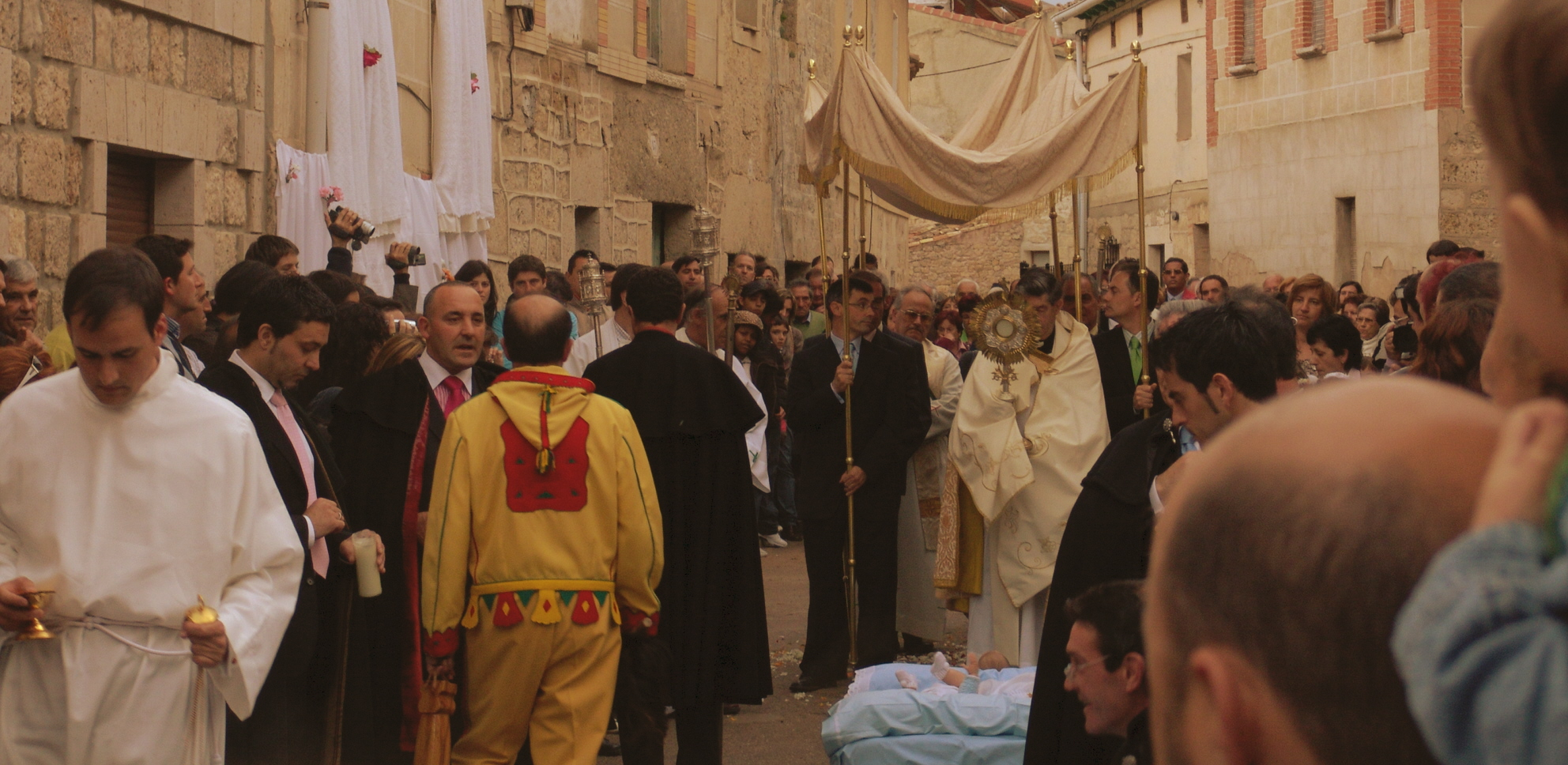
A csecsemők papi megáldása
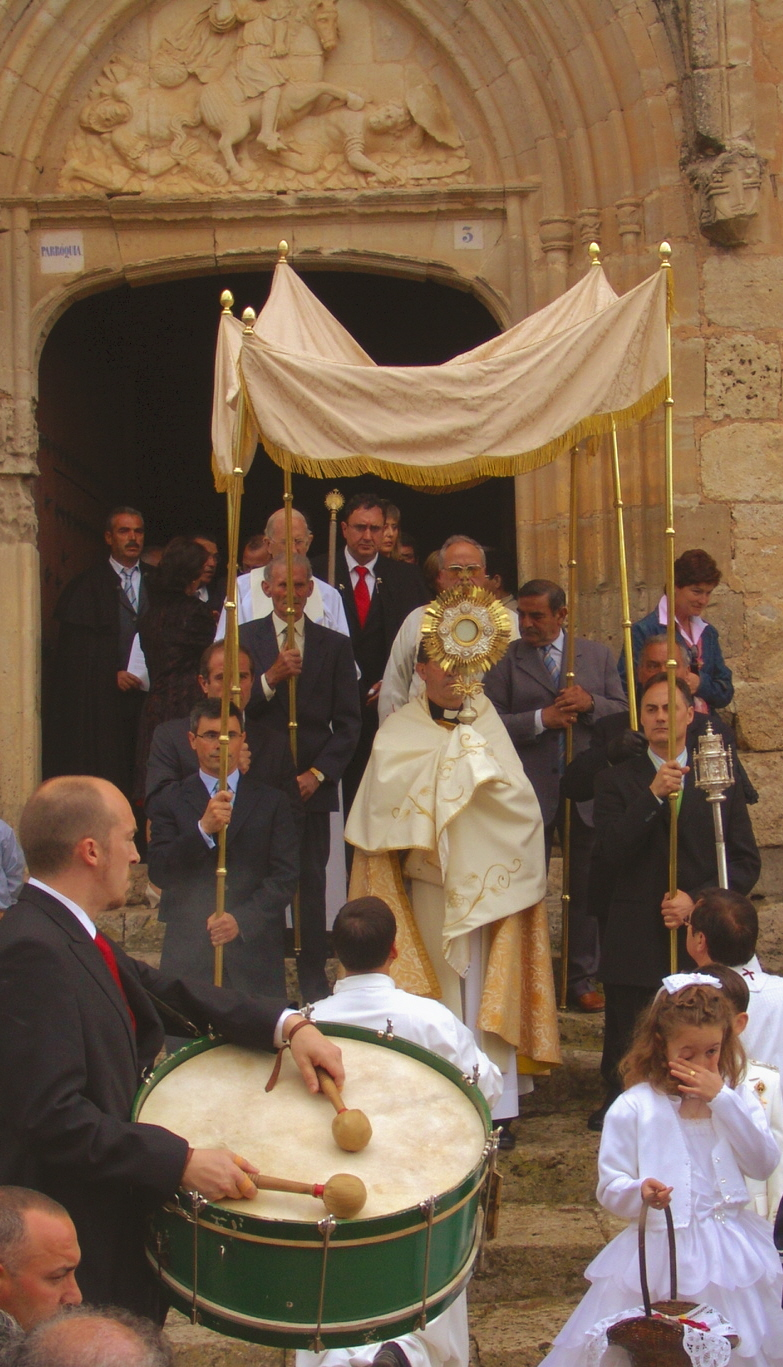
Katolikus szertartás